# Agnostic Front
Gli Agnostic Front sono un gruppo appartenente alla scena hardcore di New York.

## Storia del gruppo

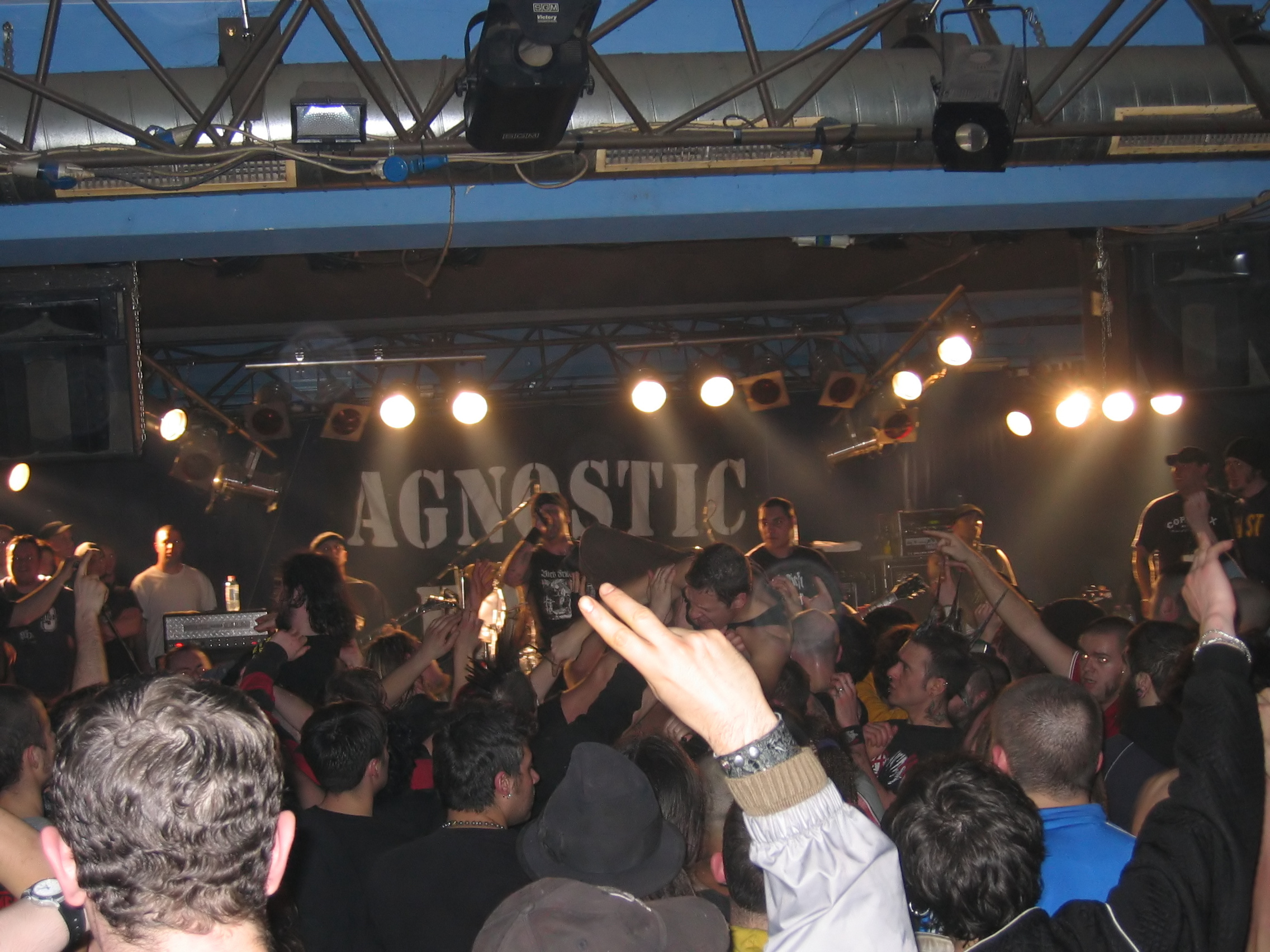
Agnostic Front live, 2005

Vennero formati da Vinnie Stigma e Roger Miret (fratellastro maggiore del cantante dei Madball Freddy Cricien) nel 1982, agli albori del movimento hardcore. Presto si aggiunsero Ray Barbieri e Adam Moochie. Il loro EP di debutto, United Blood, venne pubblicato nel 1983 su un'etichetta indie.
Il successore fu Victim in Pain, pubblicato nel 1984 con il contributo di Peter Steele dei Carnivore per quanto riguarda i testi. Poco dopo Dave Jones sostituì Ray Barbieri alla batteria mentre l'album fece divenire il gruppo i veri e propri portabandiera dell'hardcore newyorkese insieme ai Cro-Mags ed i Murphy's Law.
Nel 1986 venne pubblicato Cause for Alarm, disco che ebbe una gestazione molto difficoltosa visti i continui cambi di formazione. Pubblicato dalla Combat Records, Cause for Alarm aggiunse influenze thrash metal, creando un nuovo genere conosciuto come crossover thrash. Molti dei fan degli Agnostic Front ritennero l'album un flop, ma in realtà aumentò la loro audience, rendendoli molto celebri anche nella scena metal. Il secondo chitarrista Alex Kilton lasciò dopo la pubblicazione del disco, venendo sostituito da Gordon Ancis, ex-NYC Mayhem. Poco dopo Ancis lasciò per formare gli Zero Hour assieme a Joe Haggerty, T.J. Scaglione dei Whiplash, Robbie Goodwin dei Massacre e Pat Burns dei Deathrash.
Dopo un nuovo cambio di formazione, il gruppo pubblicò, nel 1987, Liberty & Justice. Nel frattempo la scena hardcore era saturata, ed il disco fu un vero e proprio fallimento se comparato ai due precedenti. Inoltre poco dopo la pubblicazione lo storico chitarrista Vinnie Stigma, unico componente originale assieme a Roger Miret, lasciò il gruppo causando un brusco cambiamento di formazione, con l'aggiunta di Alan Peterson al basso, Whill Sheplar alla batteria e Steve Martin, ex Straw Dogs, alla chitarra. Poco dopo la pubblicazione di un live, Miret venne arrestato per possesso di droghe, e spese il suo tempo in carcere scrivendo nuove canzoni, mentre Stigma ed il resto del gruppo iniziarono un lungo tour in Europa. Le canzoni scritte in carcere costituirono una larga parte di One Voice (1992), che conteneva anche membri di Madball e Sick of It All. Il disco vendette poco e segnò la fine della carriera del gruppo. Il loro ultimo disco venne registrato al CBGB nel 1993 e si intitolava Last Warning. Venne pubblicato insieme con l'EP United Blood. Vinnie Stigma dichiarò in seguito che lui odiava Last Warning.
Stigma e Miret riformarono gli Agnostic Front nel 1997, firmando un contratto con la Epitaph Records e reclutando Jim Colletti alla batteria e Mike Gallo al basso. Il loro primo parto fu Somethings Gotta Give, che venne pubblicato nel Regno Unito col titolo Today, Tomorrow, Forever. Nel 1999 venne pubblicato Riot, Riot Upstart che venne accolto molto bene dalla critica. Questi due dischi vendettero abbastanza bene e vennero acclamati anche dai vecchi fan. Nel 2001 pubblicarono Dead Yuppies. Le canzoni di questo disco vennero raramente riproposte in sede live, dato che il gruppo lo considerava più un prodotto dei Loved and Hated, il progetto parallelo di Jim Colletti. Nel 2002, Miret cominciò a lavorare su un side project, Roger Miret and the Disasters, ispirato soprattutto alla vecchia scuola del punk rock e dell'Oi!.
Nel 2005 uscì Another Voice. Il disco venne considerato il vero seguito di One Voice. L'album, comunque, ricevette parecchie critiche dai fan e dalla stampa per gli apparenti mutamenti verso un sound più commerciale. Musicalmente il disco si ispirava ai gruppi che a loro volta si erano ispirati agli Agnostic Front, come ad esempio gli Hatebreed.
Il 7 marzo 2006, gli Agnostic Front hanno pubblicato un DVD, Live at CBGB's.
Il 6 novembre 2007 esce per la Nuclear Blast Warriors, album che comprende quattordici tracce.

## Formazione

### Formazione attuale
- Roger Miret - voce
- Vinnie Stigma - chitarra
- Craig Silverman - chitarra
- Mike Gallo - basso
- Pokey Mo - batteria

### Ex componenti
- Joe "Fish" Montanaro - batteria
- Louie Beatto - batteria
- Ray "Raybeez" Barbieri - batteria
- Jim Colletti - batteria
- Lenny Di Sclafani - chitarra
- Matt Henderson - chitarra
- Dave Jones - batteria
- Rob Kabula - basso
- Alex Kinon - chitarra
- Steve Martin - chitarra
- Gordon Ancis - chitarra
- Diego - basso
- Adam Moochie - basso
- Alan Peters - basso
- Craig Setari - basso
- Will Shepler - batteria
- Michael Shost - voce (tour Europeo mentre Miret era stato fermato al confine tedesco)
- Jimmy "The Mad Russian" - voce
- Robbie Cryptcrash - batteria
- John Watson - voce
- Todd Youth - basso
- Steve Gallo - batteria
- Jon Sanchez - chitarra
- Joseph James - chitarra

## Discografia
Album studio
- 1984 - Victim in Pain
- 1986 - Cause for Alarm
- 1987 - Liberty and Justice For...
- 1992 - One Voice
- 1998 - Something's Gotta Give
- 1999 - Riot! Riot! Upstart
- 2001 - Dead Yuppies
- 2005 - Another Voice
- 2007 - Warriors
- 2011 - My Life My Way
- 2015 - The American Dream Died
- 2019 - Get Loud

Album live
- 1989 - Live at CBGB
- 1993 - Last Warning
- 2002 - Working Class Heroes (split con i Discipline)

Raccolte
- 1995 - Raw Unleashed
- 2012 - Respect Your Roots Worldwide

EP
- 1983 - United Blood (EP)

## Video
- 2006 - Live at CBGB's DVD